# Bahía Mansa
Die Bahía Mansa (von spanisch manso ‚sanftmütig‘) ist eine 180 m breite Bucht der Livingston-Insel im Archipel der Südlichen Shetlandinseln. Sie liegt zwischen dem Punta Delfin und dem Punta Lobos auf der Ostseite des Kap Shirreff, des nördlichen Ausläufers der Johannes-Paul-II.-Halbinsel. Nahezu der gesamte Buchtsaum gehört zu den Ruheplätzen des Antarktischen Seebären.
Wissenschaftler der 39. Chilenischen Antarktisexpedition (1984–1985) benannten sie nach dem hier quasi nicht vorhandenen Seegang.